# Jaime Morón
Jaime Morón León (Cartagena de Indias, 16 novembre 1950 – Bogotà, 2 dicembre 2005) è stato un calciatore colombiano, di ruolo attaccante.

## Carriera

### Club
Ha sempre giocato nella massima serie colombiana.

### Nazionale
Con la maglia della Nazionale ha partecipato alla Copa América 1979.